# Escota (náutica)

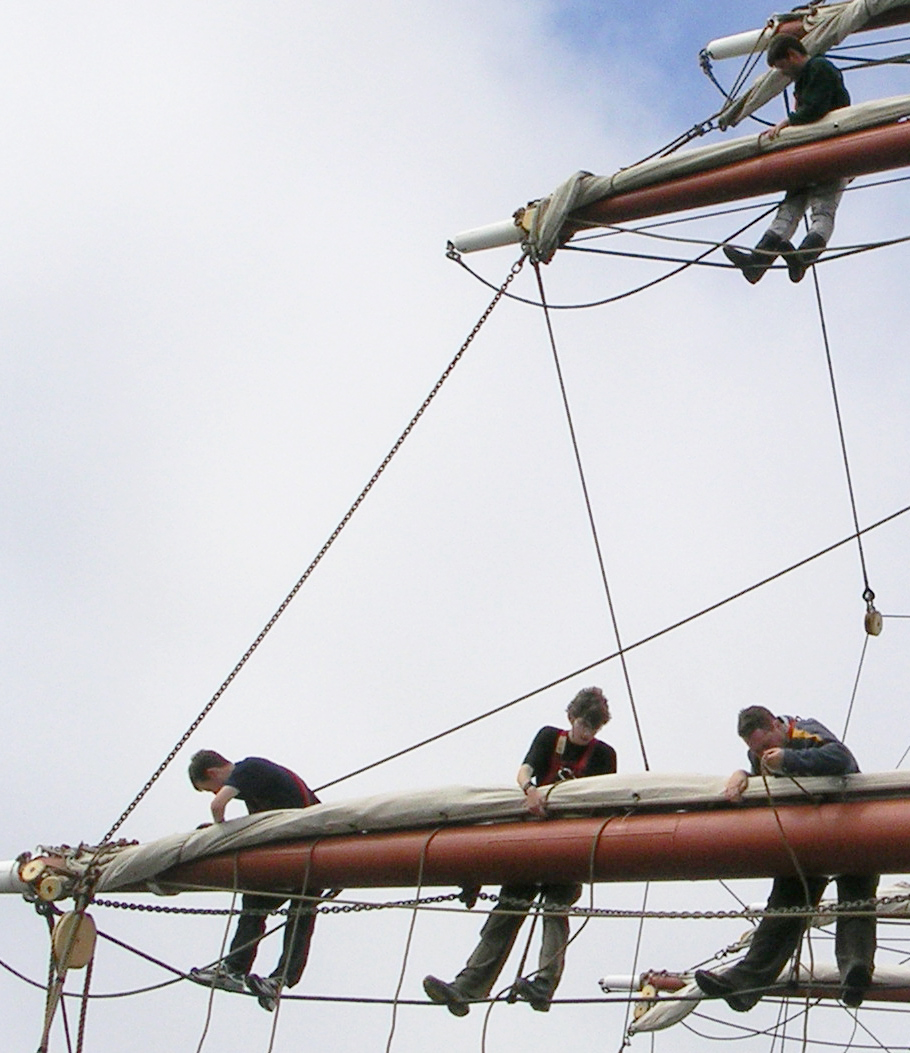
Una escota a bordo del Prince William, que se presenta aquí bajo la forma de una cadena uniendo las extremidades de dos vergas.

En náutica, las escotas de una embarcación a vela, son los cabos (cuerdas), cadenas o cables hechos firmes (sujetos) a cada puño bajo suelto de las velas (esquina baja que no esta unida a estay o por amura), directamente o pasando por un motón (polea), que se tensan hacia abajo (hacia la verga inmediata inferior o hacia cubierta). Sirven para cambiarle dirección y/o extender las velas. (fr. Ecoute; ing. Sheet; it. Scota).
En sentido estricto es el cabo que sirve para cazar las velas.

## Etimología
El término Escota viene del alemán Schot. Viene del vocabulario marítimo tradicional, designaba, inicialmente, el brazo "bajo el viento", que permitía actuar desde la cubierta de un barco de vela en la parte inferior de la vela suspendida en su verga.

## Descripción

### Aparejo proa-popa
En éste aparejo, las escotas sirven para cambiarle dirección y extender las velas. El ángulo de incidencia del viento sobre las velas es regulado por las escotas.
Para este tipo de aparejo; las velas que no son stays, foques y genovas; tienen la escota opuesta a la amura.
En un velero moderno el final libre de la escota de las velas de proa pasa generalmente por un cabestrante que permite desmultiplicar la tracción ejercida por la tripulación mientras que la escota de la vela mayor es regulada con la ayuda de un polipasto: la escota camina a través de un carro de escota corriendo sobre un riel que permite efectuar un ajuste fino de la vela.

### Aparejo redondo
En este aparejo, las escotas sirven solo para extender las velas. El ángulo de incidencia del viento sobre las  velas es regulado por las brazas (cuerdas, cadenas o cables) que actúan sobre los penoles (extremos) de las vergas de la respectivas velas.
Las escotas de vela de velacho, gavia, juanete y superiores se llaman escotines.
| Sujeción Inferior                                       | Descripción                            | Posición               |
| ------------------------------------------------------- | -------------------------------------- | ---------------------- |
| Escotera (Maimoton, Buraco de escota, Pasteca de firme) | Escopleadura (Abertura) con su roldana | Costado de embarcación |
| Escotera                                                | Cornamusa                              | Regala                 |
| Escotera de hierro                                      | Muletilla (Horquilla)                  | Escudo o regala        |
| Barron (Arbotante)                                      | Arco grueso de hierro                  | Espejo de popa         |
| Botaló                                                  | Palo                                   | Popa                   |
| Escaldrante (Escaldrame)                                | Palo                                   | Cubierta o Costado     |

## Tipos
La escota puede ser simple o doble. Las simples van amarradas a los puños de las velas. Las dobles están formadas por un aparejo cuya tira o cabo laborea «arraigándose» o amarrándose a un punto fijo del barco, pasa por un motón cosido en el puño de la vela y vuelve a hacerse firme cerca del arraigado. las escotas de las velas mayores son dobles y se hacen firmes a cáncamos fijos exteriormente al costado, pasan por el motón del puño y entran a bordo por las escoteras. Antiguamente estas escoteras estaban compuestas de dos piezas de madera de formas adecuadas para que en ellas pudiera amarrarse sin escapular la escota, y que se afirmaba a la amurada mediante una tablón llamado meseta (tabloncillo en que descansa la manigueta), y de un taco de madera que recibía el nombre de peana. 